# Varulv
Varulven (af norrønt verr, oldhøjtysk wer = "mand", "menneske") er et mytologisk væsen, i folketroen betegnelse på et menneske i ulveham. Evnen til at iføre sig ulveham ansås enten at være medfødt, påført ved smitte efter et bid af en varulv, eller resultat af en forbandelse, der påtvinger personen ulveskikkelse en vis tid. Varulvene var farlige for folk og dyr. Forestillingen er meget gammel og udbredt over store dele af verden, i sammenhæng med en tro på sjæle i dyreskikkelse.
Varulven kan løses fra forbandelsen ved en dræbende sølvkugle, eller ved at en, der står ham nær, kalder ham ved hans rette navn. Han kan også løses ved i ulveham at angribe en gravid kvinde og rive hendes foster ud for at æde det. Det var derfor vigtigt, at gravide aldrig gik ud uden i selskab med andre mennesker. Deres nærvær ville holde varulven borte.
Troen på, at nogle mennesker kan antage dyreskikkelse, er udbredt over hele verden, det være sig som varulve, "varjaguarer" eller "varbjørne", som i det norske folkeeventyr Kvitebjørn kong Valemon. Dyrearten ændrer sig fra det ene geografiske område til det andet, og de fleste varulv-episoder stammer fra Europa.

## Historie
I 39 f.Kr. skrev Vergil et digt, hvor der optræder en varulv ved navn Moeris. Han forvandler sig ved hjælp af urter. Den årlige romerske festival lupercalia har navn efter ulve (lupus på latin).
I flere norrøne sagaer optræder ulfhednar, såsom i Völsunga saga. De var krigere, der gik i kamp iført ulveskind. I lighed med bersærker var de immune for smerte og sloges med dødsforagt. Både ulfhednar og bersærker var nært knyttet til Odin. Kongespejlet fortæller, at der i Irland var mennesker, der var forvandlet til ulve som straf for onde gerninger. Gulatingsloven (gældende lov på Vestlandet frem til Magnus Lagabøtes landslov overtog) forordnede, at ulve, ligesom bjørne, skulle være utlæg, dvs fredløse. Egil Skallagrimssons farfar Kveldulv Bjalvesson var opkaldt efter sin morfar Ulv, men blev omtalt som Kveldulv fordi han blev bidsk i løbet af aftenen.
Især kendt er beretningen om Peter Stumpp, der i 1589 blev arresteret og anklaget for at have dræbt og ædt utallige dyr og mennesker gennem mere end 25 år. Angiveligt antog Stumpp ulveskikkelse, når han spændte et bælte på sig, som han hævdede at have fået af djævelen.

## Folkeviser
I en folkevise kommer "liden Kirsten", kendt for sit angivelige gravsted udenfor Vestervig Kirke, ud for en varulv. Hr. Peder har givet hende et sværd med til værn, men da han rider ud for at lede efter hende, "mødte ham ulven med barnet i mund". Hr. Peder, som har mistet både kone og barn, tager derefter sit liv:
Hr. Peder han var den Død vel værd:
— Der driver Dug, falder Rim. —
han faldt neder paa sit eget Sværd.
- Saa raade Gud, naar vi findes!
I en gammel jysk version af visen kommer ulvene over "liden Kirsten", mens hun stadig kun er trolovet med hr. Peder, og skåner hende, til hun er blevet gravid. Da sønderriver de hende.
I Norge fortæller en folkevise om "liten Lavrans", at kongen og hans søn Lavrans blev omskabt til bjørne af den onde dronning, som i virkeligheden er en heks. Mennesker kan de ikke blive igen, før de har slidt et barn ud af mors liv og opfostret det til voksen alder. Denne ballade er kun fundet i Norge og næsten udelukkende i Telemark. Hverken Magnus Brostrup Landstad eller Sophus Bugge var i tvivl om, at det drejede sig om en meget gammel vise, dybt forankret i folketroen. Også her findes en tilknytning til ulve, for idet dronningen forhekser kongen, slår hun ham med tusse-greipen (= troldegreben), en forvanskning af norrønt ulfsgreip eller ulfshanzki (= handske af ulveskind).

## Nyere tid
I juli 1949 blev politiet tilkaldt til en have i Rom, hvor hyl fra buskadset fik beboerne til at mistænke, at en varulv var på færde. Patruljen fandt en ung mand, Pasquale Rosini, tilsølet af den jord, han gravede i med neglene. Han forklarede, at han i en treårsperiode havde tabt bevidstheden ved fuldmåne, og fandt sig selv vandrende i de natlige gader.
I 1996 gik en ulv løs på en 4-årig gammel dreng, Anand Kumar, i udkanten af landsbyen, hvor han boede i Uttar Pradesh i Indien. Drengen blev slæbt væk foran øjnene på sin mor, og det eneste, politiet fandt tre dage senere, var hans hoved. I løbet af fem måneder blev 33 børn bortført og dræbt af ulve, og 20 alvorlig skadet af ulv langs en strækning af Ganges, omkring 500 km fra New Delhi. Sandsynligvis blev ulvene, som ellers er sky og undgår mennesker, drevet til dette af sult eller oplevelser med landsbyboere, der nærmest som en sport stjal ulvehvalpe. Mindst ni millioner mennesker bor i dette område, i noget af Indiens værste fattigdom, og rygter blussede op om, at overfaldene ikke skyldtes ulve, men varulve. Landsbyfolk angreb fremmede, iblandt også hinanden, og mindst 20 personer blev lynchet.
Kannibalen Armin Meiwes følte sig forvandlet til en varulv ved fuldmåne.
Varulve er hyppigt genstand for moderne fiktion, selv om de er tillagt andre egenskaber end i mytologien. De optræder i bøger, film og tv-shows som Twilight-bøgerne eller Hollywoods Underworld-filmserie, hvor varulvene kaldes for lycans.